# Noboru Ueki
Noboru Ueki (植木 昇, Ueki Noboru, 1905-1992) est un photographe japonais.